# 糖科学实验室
糖科学实验室（Laboratory of Glycosciences）成立于2011年由 Josef Voglmeir 和 Liu Li，是南京农业大学(Nanjing Agricultural University)食品科技学院专门从事糖科学及其相关领域研究的实验室。主要的研究方向包括食品糖组学，糖生物分子标记物的筛选及新的糖酶的筛选和改造等。除了进行基础科研和研究生培养外，本实验室还为同领域的科研院所和企业提供所需要的分析和技术服务。